# Troianul, Teleorman
Troianul este satul de reședință al comunei cu același nume din județul Teleorman, Muntenia, România. Se află în Câmpia Găvanu-Burdea. La recensământul din 2002 avea o populație de 3.201 locuitori. În trecut localitatea se numea "Belitori".

## Persoane notabile
Ion C. Pena (1911–1944), publicist, poet, epigramist și prozator.